# Кристиан Август Зульцбахский
Кристиан Август Зульцбахский (нем. Christian August von Sulzbach; 26 июля 1622[…], Зульцбах-Розенберг, Верхний Пфальц — 23 апреля 1708[…], Зульцбах-Розенберг, Верхний Пфальц) — князь из рода Виттельсбахов; пфальцграф и герцог Зульцбахский — независимого герцогства из Баварского круга. Его правление — одно из самых долгих царствований в истории Европы и мира (дольше, чем 72-летняя эпоха Людовика XIV).

## Биография
Кристиан Август — сын пфальцграфа и герцога Августа Пфальц-Зульцбахского и герцогини Гедвиги Гольштейн-Готторпской. В семье уже росла дочь Анна София. Впоследствии у Кристиана Августа появилось ещё пятеро братьев и сестер, из которых выжили трое.
Десятилетним мальчиком унаследовал отцовский престол. Кристиан Август был толерантным правителем, особенно в отношении религиозной политики. Он позволил подданным самим выбирать вероисповедание и в 1666 году позволил евреям расселиться по территории герцогства. Зульцбах при нём стал духовным центром, где широко развивалось книгопечатание.

## Потомки
В 26 лет женился на Амалии Нассау-Зигенской, дочери князя Иоганна VII. Для Амалии это был второй брак. От первого со шведским фельдмаршалом Германом Врангелем у неё осталось шестеро детей. В браке с Кристианом Августом родились пятеро детей:
- Мария Гедвига Августа (1650—1681), замужем за Сигизмундом Францем Австрийским, затем за Юлием Францем Саксен-Лауэнбургским.
- Амалия Мария Тереза (1651—1721), монахиня в Кёльне.
- Иоганн Август Хиль (1654—1658), умер в раннем возрасте.
- Кристиан Александр (1656—1657), умер в раннем возрасте.
- Теодор Эсташ (1659—1732), унаследовал Зульцбах, был женат на Марии Элеоноре Гессен-Ротенбурской, имел девять детей.